# Coupe d'Afrique des nations junior 2007
Navigation
2005 2009
La Coupe d'Afrique des nations junior 2007 s'est déroulée en République du Congo du 20 janvier au 4 février 2007.
Les 2 premiers de chaque groupe se qualifient pour la Coupe du monde des moins de 20 ans 2007.

## Pays participants
- Burkina Faso
- Cameroun
- Congo (hôtes)
- Côte d'Ivoire
- Égypte
- Gambie
- Nigeria
- Zambie

## Phases de groupes

### Groupe A
| Équipe        | Pts | J | G | N | P | BP | BC | Diff |
| ------------- | --- | - | - | - | - | -- | -- | ---- |
| Gambie        | 9   | 3 | 3 | 0 | 0 | 4  | 0  | +4   |
| Congo         | 6   | 3 | 2 | 0 | 1 | 3  | 1  | +2   |
| Burkina Faso  | 3   | 3 | 1 | 0 | 2 | 2  | 3  | -1   |
| Côte d'Ivoire | 0   | 3 | 0 | 0 | 3 | 0  | 5  | -5   |

| 20 janvier 2007 | Congo                  | 2–0 | Côte d'Ivoire | Stade Alphonse Massamba Debat Brazzaville |
|                 | Nguessi Ondama 55e 65e |     |               |                                           |

| 20 janvier 2007 | Burkina Faso | 0–2 | Gambie                         | Stade Alphonse Massamba Debat , Brazzaville |
|                 |              |     | Ousman Jallow 63e Mansally 66e |                                             |

| 23 janvier 2007 | Côte d'Ivoire | 0–2 | Burkina Faso                       | Stade Alphonse Massamba Debat , Brazzaville |
|                 |               |     | Issiaka Ouédraogo 40e · Kaboré 63e |                                             |

| 23 janvier 2007 | Gambie                    | 1–0 | Congo | Stade Alphonse Massamba Debat , Brazzaville |
|                 | Abdourahman Conateh 90+4e |     |       |                                             |

| 26 janvier 2007 | Côte d'Ivoire | 0–1 | Gambie          | Stade Municipal, Pointe-Noire |
|                 |               |     | Kenmansally 84e |                               |

| 26 janvier 2007 | Congo            | 1–0 | Burkina Faso | Stade Alphonse Massamba Debat , Brazzaville |
|                 | Ibara 43e (pen.) |     |              |                                             |

### Groupe B
| Équipe   | Pts | J | G | N | P | BP | BC | Diff |
| -------- | --- | - | - | - | - | -- | -- | ---- |
| Zambie   | 6   | 3 | 2 | 0 | 1 | 8  | 6  | +2   |
| Nigeria  | 4   | 3 | 1 | 1 | 1 | 5  | 5  | 0    |
| Égypte   | 4   | 3 | 1 | 1 | 1 | 2  | 4  | -2   |
| Cameroun | 3   | 3 | 1 | 0 | 2 | 4  | 4  | 0    |

| 21 janvier 2007 | Nigeria                         | 4–2 | Zambie                            | Stade Municipal, Pointe-Noire |  |
|                 | Terwade 2e 25e Uwa 5e Sarki 86e |     | Lupiya 44e Fwayo Tembo 66e (pen.) |                               |  |
|                 |                                 |     |                                   |                               |  |

| 21 janvier 2007 | Cameroun | 0–1 | Égypte    | Stade Municipal, Pointe-Noire |
|                 |          |     | Gomaa 62e |                               |
|                 |          |     |           |                               |

| 24 janvier 2007 | Zambie                                         | 3–2 | Cameroun                     | Stade Municipal, Pointe-Noire |  |
|                 | Lupiya 40e Jacob Mulenga 85e Fwayo Tembo 90+3e |     | Moukandjo 18e Mandjeck 90+2e |                               |  |
|                 |                                                |     |                              |                               |  |

| 24 janvier 2007 | Égypte     | 1–1 | Nigeria            | Stade Municipal, Pointe-Noire |  |
|                 | Tallat 50e |     | Emmanuel Sarki 80e |                               |  |
|                 |            |     |                    |                               |  |

| 27 janvier 2007 | Zambie                                | 3–0 | Égypte | Stade Massamba-Déba, Brazzaville |
|                 | Jacob Mulenga 28e 53e Fwayo Tembo 44e |     |        |                                  |
|                 |                                       |     |        |                                  |

| 27 janvier 2007 | Nigeria | 0–2 | Cameroun                   | Stade Municipal, Pointe-Noire |
|                 |         |     | Lamber 30e · Moukandjo 41e |                               |
|                 |         |     |                            |                               |

## Phases finales

### Demi-finales
| 30 janvier 2007 | Gambie | 0–1 | Nigeria | Stade Alphonse Massamba Debat , Brazzaville |
|                 |        |     | Uwa 19e |                                             |

| 30 janvier 2007 | Zambie | 0–1 | Congo          | Stade Municipal, Pointe-Noire |
|                 |        |     | Tchilimbou 73e |                               |

### Match pour la3eplace
| 2 février 2007 | Gambie                                          | 3–1 | Zambie       | Stade Alphonse Massamba Debat , Brazzaville |  |
|                | Pa Modou Jagne 60e Ousman Jallow 68e (pen.) 82e |     | Simutowe 39e |                                             |  |

### Finale
| 3 février 2007 | Nigeria | 0–1 | Congo     | Stade Alphonse Massamba Debat , Brazzaville |                      |
|                |         |     | Ibara 65e | Spectateurs : 55 000                        | Spectateurs : 55 000 |

## Résultat
| CAN 2007 Junior Vainqueur |
| ------------------------- |
| Congo 1re titre           |

### Qualification pour le Championnat du monde junior
Les quatre équipes les plus performantes se sont qualifiées pour la Coupe du monde de football des moins de 20 ans 2007.
- Nigeria
- Congo
- Gambie
- Zambie